# Masacre de Ngatik
La Masacre de Ngatik tuvo lugar durante dos días de combates en el atolón de Sapwuahfik, en la cadena de Estados Federados de Micronesia, en julio de 1837. El capitán C. H. Hart y su tripulación del Lampton de Sídney, Australia, masacraron hasta 50 hombres de Sapwuahfik. Hart esperaba hacer una incursión en lo que él creía que era una gran reserva de carey en la isla.

## Historia de la masacre
En 1836, el Capitán C. H. Hart y su tripulación de «buscadores» navegaron a la isla de Sapwuahfik en el barco comercial Lampton de Sídney, Australia, en una misión comercial en busca de carey, concha de perla y pepino de mar. Mientras estaba en la isla, Hart y su tripulación se encontraron con lo que Hart creía que era un trozo de valioso caparazón de tortuga —usado para peines de damas, cajas y espejos— Hart intentó infructuosamente intercambiar las conchas con los lugareños, quienes luego persiguieron a Hart y a su tripulación fuera de la isla-
Un año después, en julio de 1837, Hart regresó a la isla con una tripulación armada. Cuando llegaron, los guerreros de Sapwuahfik lo esperaban en la costa, así que Hart llevó al Lampton a otro islote del atolón durante la noche. Al día siguiente, Hart y su tripulación irrumpieron en la isla junto con dos canoas de pohnpeianos que siguieron al Lampton en remolque. En los dos días de lucha que siguieron, Hart y sus hombres masacraron a la mayoría de los hombres de la isla. Lin Poyer estima que todos menos uno de los hombres de Sapwuahfik fueron asesinados en la masacre, mientras que Alex Zuccarelli escribe que todos menos 20 hombres fueron asesinados, para un total de 50. Los hombres sobrevivientes huyeron de la isla en canoa. Aunque Hart y sus hombres no atacaron a mujeres y niños, muchas de las mujeres se quitaron sus propias vidas y las de sus hijos. En la tumba de la concha de tortuga que había descubierto un año antes, Hart encontró sólo 25 libras de concha de tortuga carey y 100 libras de concha de tortuga verde relativamente sin valor.
Después de la masacre, algunos de los hombres de la tripulación de Hart, así como algunos pohnpeianos, se establecieron y repoblaron la isla. Estos hombres se casaron con las viudas locales de Sapwuahfik y formaron una nueva cultura y un nuevo idioma, conocido como criollo de los hombres de Ngatik, una mezcla de inglés y el dialecto sapwuahfik de Ponapé.
Antes de abandonar la isla, Hart instaló al tripulante y compañero Patrick Gormon, como Nahmnwarki, o Isipaw (jefe supremo) de la isla, instruyéndole que recogiera la mayor cantidad de carey posible. Hart rebautizó la isla con el nombre de Ngatik después de la masacre, pero desde entonces se le ha dado de nuevo su nombre original, Sapwuahfik.
Dos años después de la masacre, Hart fue investigado por los incidentes por el comandante P. L. Blake del HMS Larne. Nunca se presentaron cargos contra los autores.